# بعيدا عن الأرض (فلم)

## رواية "بعيدا عن الأرض"
رواية "بعيدًا عن الأرض" هي واحدة من الأعمال البارزة للكاتب المصري إحسان عبد القدوس، الذي يُعتبر واحدًا من أبرز كتّاب الرواية في الأدب العربي الحديث. نُشرت الرواية لأول مرة في عام 1956، وتتناول موضوعات متعددة تعكس قضايا اجتماعية ونفسية.

## ملخص أحداث رواية "بعيدا عن الأرض"
تبدأ الرواية بالتعرف على شخصية "أحمد"، الشاب الذي يعيش حياة عادية في القاهرة. يتناول تفاصيل حياته اليومية وعلاقاته مع الأهل والأصدقاء.يواجه أحمد العديد من الضغوطات الاجتماعية، حيث يعيش في مجتمع مليء بالتحديات. تتجلى هذه الضغوط في توقعات المجتمع منه، والتي تؤثر على اختياراته الشخصية.تتطور الأحداث عندما يلتقي أحمد بشخصية أنثوية مؤثرة، تعكس له أبعادًا جديدة للحياة. تظهر في الرواية علاقتهما، والتي تتخللها لحظات من السعادة والحزن، مما يبرز التوترات العاطفية التي يعاني منها. يتعمق الصراع الداخلي لأحمد، حيث يجد نفسه في مواجهة مع قناعاته وطموحاته. يُعبر عن الشكوك والتردد الذي يعيشه في حياته الشخصية، مما يدفعه لاستكشاف خياراته في الحياة.تتوالى الأحداث حينما يضطر أحمد لاتخاذ قرارات حاسمة تؤثر على مسار حياته. تعكس هذه القرارات صراعه بين الرغبات الفردية والضغوط الاجتماعية.تنتهي الرواية بشكل مفتوح، مما يتيح للقارئ التفكير في مصير أحمد وما قد يواجهه في المستقبل، ويترك انطباعًا قويًا عن عدم اليقين الذي يعيشه الإنسان في سعيه لتحقيق ذاته.
تتناول الرواية قضايا معقدة تتعلق بالحياة اليومية والصراعات النفسية، مما يجعلها واحدة من الأعمال الأدبية العميقة التي تعكس التغيرات الاجتماعية والنفسية في المجتمع. تعكس الأحداث كيف يمكن للإنسان أن يكون بعيدًا عن الأرض في عالم مليء بالتحديات، بينما يسعى لتحقيق أحلامه.

## الشخصيات في الرواية
أحمد:هو بطل الرواية، شاب يعيش في القاهرة ويعاني من صراعات داخلية.يمثل أحمد القارئ من خلال تجاربه اليومية، وطموحاته، وصراعاته مع المجتمع والضغوط التي تواجهه. تتناول الرواية رحلته في البحث عن الذات وتحقيق الطموحات.
شمس:شخصية أنثوية مهمة في حياة أحمد، تمثل الحب والأمل. تجسد شمس التحديات التي يواجهها أحمد في العلاقات الإنسانية، وتُعتبر مصدر إلهام له، ولكنها أيضًا مصدر من الصراعات العاطفية التي يعاني منها.
الأم: تُعبر عن القيم التقليدية والضغط العائلي. تمثل الأم شخصية تقليدية تحمل هموم الأسرة، وتؤثر على قرارات أحمد وتطلعاته، مما يعكس الصراعات بين الجيل القديم والجديد.
الأب: شخصية أخرى مهمة في حياة أحمد، يمثل السلطة والتقاليد.يعكس الأب الضغوط الاجتماعية والتوقعات التي يُفرضها المجتمع على الشباب، ويُظهر التحديات التي يواجهها أحمد بسبب هذه التوقعات.
الأصدقاء:مجموعة من الأصدقاء الذين يتفاعلون مع أحمد في حياته اليومية.يمثلون مختلف جوانب الحياة الاجتماعية، حيث يعكسون التنوع في القيم والأفكار، ويؤثرون في خيارات أحمد وتجاربه.
تتواجد أيضًا شخصيات ثانوية تضيف عمقًا للرواية، مثل: 
زملاء العمل: يعكسون التحديات المهنية والضغوط التي يواجهها أحمد في مكان عمله.
الجيران: يمثلون المجتمع المحيط الذي يؤثر في حياة أحمد بشكل غير مباشر.

## أحداث الفيلم
بعيدا عن الأرض  فيلم دراما رومانسي للمخرج حسين كمال عام 1976 عن رواية الكاتب إحسان عبد القدوس التي تحمل نفس العنوان. اشترك في كتابة السيناريو الدكتور رفيق الصبان وحسين كمال ورمسيس نجيب. الفيلم من بطولة نجوى إبراهيم، محمود ياسين، مديحة كامل، محمود قابيل  وتدور الأحداث حول الصيدلانية الناجحة في عملها، نوال، وطلاقها بسبب خيانة زوجها، ورحلتها بالبحر للنسيان. وبعيداً عن الأرض تلتقي بفارس أحلامها ولكنها تفضل أن تظل علاقتها به.. بعيداً عن الأرض.
صدر الفيلم إلى دور العرض المصرية في يناير 1976.
منح موقع قاعدة بيانات الأفلام العربية «السينما.كوم» الفيلم درجة 6.8/ 10.

## طاقم التمثيل
نجوى إبراهيم: في دور الدكتورة الصيدلانية نوال عبد الحميد
محمود ياسين: في دور محمود عزمي (مهندس معماري)
مديحة كامل: في دور سعاد (زوجة عثمان بك)
محمود قابيل: في دور الدكتور عادل شريف (مدير شركة الدواء)
صبري عبد العزيز: في دور الدكتور عثمان بك (مسئول كبير)
أحمد خميس: في دور حسين (شقيق نوال)
علية عبد المنعم: في دور دولت عبد الحميد (والدة نوال)
سعيد صالح: في دور الدكتور عباس (زميل نوال)
سلوى محمد: في دور زوجة حسين التونسية
بالاشتراك مع: محمد الرملي - عبد المنعم النمر 

## أحداث الفيلم
تعمل الصيدلانية نوال عبد الحميد (نجوى إبراهيم) بشركة أدوية، وتنال تقدير كل من حولها، وعندما يتقدم لها الصيدلاني الدكتور عباس (سعيد صالح) بطلبه للزواج ترفض لانشغالها بالتحضير لرسالة الدكتوراه. يطلب الدكتور عادل شريف (محمود قابيل) انضمامها لشركته في مركز رئيسة القسم الفني، وتوافق. تثبت نوال جدارتها ويطلب منها الدكتور عادل مرافقته في حفلات الشركة للتعرف على الشخصيات النافذة، وهكذا يقدمها إلى المسئول الكبير الدكتور عثمان بك (صبري عبد العزيز) وزوجته الجميلة سعاد (مديحة كامل). يتقدم عادل إلى والدة نوال، دولت عبد الحميد (علية عبد المنعم)، طالباً الزواج بابنتها نوال، وتوافق على الفور وتسعد نوال بهذا الطلب المفاجئ. تعيش نوال أيامها في سعادة مع زوج يحبها وعمل مزدهر حتى أن عادل يضعها في الصفقات الخاسرة لتحولها لصفقات ناجحة. تسافر نوال إلى الإسكندرية لإنها صفقة هامة وتعود لتجد زوجها عادل في فراش الزوجية مع سعاد، وتطلب الطلاق ويتم ذلك سريعاً. تقترح الأم على إبنتها، المنهارة نفسياً، للسفر إلى تونس حيث شقيقها الأكبر حسين (أحمد خميس) يعمل هناك ويقيم مع زوجته التونسية (سلوى محمد) وأبنائه الصغار. تسافر نوال بالبحر لتحصل على صفاء نفسي وذهني، ويظهر في الباخرة الرجل الوسيم والمهندس المعماري محمود عزمي (محمود ياسين)، المسافر أيضاً بمفرده إلى ألمانيا، ويتابع بنظراته نوال وهي تتجول في أنحاء الباخرة ساهمة، منعزلة، عمن حولها. يحاول محمود التقرب منها ويفشل ولكنه لا يستسلم، ويتمكن أخيراً من الدخول في حوار معها عن رغبته وأيضاً رغبتها، كما يعتقد، في نسيان ماضي أليم، ويقترح عليها أن يتم تعاملهم مع بعضهم البعض وكأنهم قد ولدوا اليوم فقط، بل يقترح تقديم أنفسهم بأسماء جديدة. يقترح لنفسه اسم «أحمد عزمي» ويقترح لنفسح وظيفة «رسام»، وتختار لنفسها اسم «فايزة الأرناؤطي» التي لا تمارس أي عمل، فهي سليلة أسرة ثرية. تمر بهم اللحظات والساعات على ظهر الباخرة، بعيداً عن الأرض، في سعادة ولقاءات ورقص على الموسيقى الحالمة. تغادر نوال الباخرة في تونس وتسعد بأيامها مع حسين وأسرته، وتتواصل مع حبيبها، المدعو أحمد عزمي، على اللقاء في الباخرة وهي عائدة من تونس. يحدث اللقاء الثاني على ظهر الباخرة الذاهبة من تونس إلى برشلونة، باسبانيا، حيث يقضي الحبيبين لحظات دافئة، وفي ملهى ليلي يكشف محمود عن اسمه الحقيقي كما تكشف نوال أيضا، ويطلب محمود أن يتزوجها، وأنفاسها تتلاحق، ويخبرها أنه متزوج من امرأة لا يحبها وهي لا تحبه، وهنا ينهار كل شيء كانت تتوهمه نوال. تصارحه بما حدث لها وأنها لا تريد أن تهدم بيتاً كما هدمت عشيقة زوجها السابق بيتها. تسارع نوال عائدة لقمرتها بالباخرة، ويذهب محمود لتناول الشراب، وفي الصباح تسارع نوال بمغادرة الباخرة والعودة إلى القاهرة بالطائرة. يطرق محمود باب قمرة نوال ولا يجد من يجيبه، ويعود بالطائرة إلى القاهرة ويتواصل مع نوال. ويحدث اللقاء الأخير لتخبره نوال أنها سوف تواصل الحلم مع «أحمد» وسوف تتخلى عن «محمود».

## رواية إحسان عبد القدوس
يقول إحسان عبد القدوس: "كتبت قصة "بعيداً عن الأرض" في الخمسينيات قصة لها هدف سياسى أريد أن أثبت بها أن ليس هناك عداء طبيعى بين الأديان، ولكن المنظمات السياسية هي التي تستغل تعدد الأديان لتثير الخلاف، وتصل من وراء إثارته إلى تحقيق مطامعها. وقد أثارت هذه القصة عندما نشرت ضجة - كما هي العادة - إلى حد أن الرقابة اضطرتنى عندما بدأت أطبعها في كتاب إلى تغيير عنوانها - عنوان القصة - إلى "الجاسوسية". وبعد سنوات جمعتنى جلسة مع بعض رجال السينما، وألح واحد منهم في أن يأخذ فكرة القصة ويبعدها عن السياسة، وعن المسلمين واليهود، وينتجها.. أي أن تبقى القصة مجرد قصة حب تعيش وتتوالى أحداثها على ظهر باخرة تطوف العالم. وبعد تردد طويل، قبلت أن أتولى كتابة القصة من جديد وقد أثار خيالى فكرة أن أقدم لجمهور السينما رحلة سياحية حول العالم من خلال القصة، وكتبت القصة من جديد، وكتبت الإعداد والحوار، وهو ما أجمعه في هذا الكتاب
الجدير بالذكر أن رواية إحسان عبد القدوس في بدايتها الأولى كانت تقوم على علاقة حب بين شاب مسلم وفتاة أمريكية يهودية على ظهر باخرة أثناء رحلة الفتاة إلى إسرائيل. وحسب تطور الأحداث في رواية عبد القدوس فإن الحب يتطور حتى يقرر الشاب والفتاة البقاء على ظهر الباخرة، وبعيداً عن الأرض، يجوبون كل البحار. قابلت رواية عبد القدوس إنتقاداُ كبيراً مما دعاه فيما بعد لتغيير شكل الرواية وتصبح بعيداً عن الأديان، ويحتفظ فقط بفكرة البقاء بعيداً عن الأرض للحفاظ على ما هو مرفوض عليها.

## وصلات خارجية
- بعيدا عن الأرض على موقع IMDb (الإنجليزية)
- بعيدا عن الأرض على موقع قاعدة بيانات الأفلام العربية
- بعيدا عن الأرض على موقع قاعدة بيانات الفيلم (الإنجليزية)
- بعيدا عن الأرض على موقع ليتربوكسد (الإنجليزية)
- بعيدا عن الأرض على موقع الدهليز
- بعيدا عن الأرض على موقع كاروهات

https://letterboxd.com/film/away-from-land/ بعيدا عن الأرض (فيلم)
https://www.themoviedb.org/movie/771329?language=ar-SA بعيدا عن الأرض (فلم)